# Jacksonena rudis
Jacksonena rudis är en snäckart som först beskrevs av Hedley 1912.  Jacksonena rudis ingår i släktet Jacksonena och familjen Camaenidae. IUCN kategoriserar arten globalt som nära hotad. Inga underarter finns listade i Catalogue of Life.